# TN 80 (核弾頭)
TN 80はフランスが開発した核弾頭。ASMP空対地ミサイル用の弾頭である。
1970年代から開発が開始された熱核弾頭であり、核出力は100-300kt。従来のAN-22のような自由落下核爆弾ではなく、フランスでは初めての航空機搭載核ミサイル向けの弾頭として開発された。
なお、ASMPを運用できる機体はフランス空軍のミラージュIV戦略爆撃機（1996年核兵器運用中止）、ミラージュ2000N戦闘攻撃機およびフランス海軍航空隊のシュペルエタンダール艦上攻撃機である。
ASMPは1986年から部隊配備に付けられ、配備後間もない1988年からは、ASMP用の核弾頭は後継のTN 81へと徐々に更新された。